# Sarah Hartwig
Sarah Hartwig, född Winsor/Windsor 1773, död 1815 i Freetown i Sierra Leone, var en afrikansk lärare. 
Hon föddes i York i England. Hon arbetade som guvernant i Surrey när hon gifte sig med missionären Peter Hartwig från Preussen år 1804. Samma år följde hon honom med två andra missionärer till Freetown i Sierra Leone. De var de första brittiska anglikanska missionärerna i Afrika. Det var inte förrän efter 1814 brittiska missionärer började uppmana sina missionärer att ta med sig sina hustrur på uppdrag (kvinnliga missionärer fanns ännu inte), och Sarah Hartwig blev därför unik i Afrika när hon anlände. 
Eftersom både hennes make och hans två kolleger var av tyskt ursprung men förväntades missionera och skriva på engelska, ombads hon skriva deras predikningar och föra journal åt dem. Samma år, 1804, grundade hon på uppmaning av guvernör William Day en skola. Skolan var statlig: hon fick lön av guvernören, som lät uppföra en skolbyggnad i anslutning till hennes hem. Skolan uppges ha haft 20 elever. Hon blev den första kvinna som förestod en skola i Afrika och den första kvinna som undervisade flickor. Hon uppgav också att hon anställde en kvinna som hon planerade att lämna skolan i arv till. Hon har efterlämnat flera brev. Som vit kvinna var hon nästan unik i Freetown: åren 1820-22 fanns 15 vita kvinnor i kolonin, men det var efter att missionärshustrur hade börjat anlända efter 1814. Som statsanställd i Freetown väntades hon närvara vid offentliga högtider, och 1805 nämns att hon var en av sju kvinnor (bland dem förmodligen den enda vita), som närvarade vid kungens födelsedag. Hennes make hamnade i konflikt med viceguvernör Thomas Ludlam på grund av Ludlams utsvävande liv. 
År 1806 såg Ludlam till att Sarah Hartwig kallades hem till England av missionssällskapet, och hävdade: "she has not been fortunate in aquiring the Affections of the People; yet without this she can be of little use among them. [...] This has been a great disappointment to me for I had concieved her quailified to be highly useful".  Hon tilläts återvända 1813.  